# Чемпіонат світу з веслування на байдарках і каное 2024
Чемпіонат світу з веслування на байдарках і каное 2024 відбувся з 23 по 25 серпня 2024 року в Самарканді, Узбекистан. В програмі змагань були лише дистанції, які не були включені в програму Олімпійських ігор 2024 року.

## Медальний залік
*   Країна-господарка ( Узбекистан)
| Місце                | Країна                     | Золото | Срібло | Бронза | Загалом |
| -------------------- | -------------------------- | ------ | ------ | ------ | ------- |
| 1                    | Допущені нейтральні атлети | 8      | 5      | 3      | 16      |
| 2                    | Угорщина                   | 2      | 4      | 1      | 7       |
| 3                    | Португалія                 | 2      | 3      | 1      | 6       |
| 4                    | Польща                     | 2      | 1      | 0      | 3       |
| 5                    | Україна                    | 2      | 0      | 2      | 4       |
| 6                    | Молдова                    | 1      | 2      | 0      | 3       |
| 7                    | Чехія                      | 1      | 1      | 1      | 3       |
| 8                    | Чилі                       | 1      | 1      | 0      | 2       |
| 9                    | Данія                      | 1      | 0      | 1      | 2       |
| 10                   | Іспанія                    | 0      | 1      | 3      | 4       |
| 11                   | Швеція                     | 0      | 1      | 2      | 3       |
| 12                   | Німеччина                  | 0      | 1      | 1      | 2       |
| 13                   | КНР                        | 0      | 0      | 2      | 2       |
| 14                   | Грузія                     | 0      | 0      | 1      | 1       |
| 14                   | Казахстан                  | 0      | 0      | 1      | 1       |
| 14                   | Румунія                    | 0      | 0      | 1      | 1       |
| Загалом (16 збірних) | Загалом (16 збірних)       | 20     | 20     | 20     | 60      |

## Результати

### Чоловіки

#### Каное
| Дистанція  | Золото                                                | Золото    | Срібло                             | Срібло    | Бронза                           | Бронза    |
| ---------- | ----------------------------------------------------- | --------- | ---------------------------------- | --------- | -------------------------------- | --------- |
| К–1 200 м  | Олексій Колядич Польща                                | 39.046    | Пабло Гранья Іспанія               | 38.769    | Заза Надірадзе Грузія            | 38.729    |
| К–1 500 м  | Сергій Тарновський Молдова                            | 1:47.312  | Мартін Фукса Чехія                 | 1:48.405  | Кетелін Чиріле Румунія           | 1:48.456  |
| К–1 5000 м | Віктор Глазунов Польща                                | 25:33.565 | Сергій Тарновський Молдова         | 25:49.241 | Балаж Адольф Польща              | 26:30.410 |
| К–2 1000 м | Допущені нейтральні атлети Захар Петров Іван Дмитрієв | 3:41.510  | Угорщина Даніель Феєш Балаж Адольф | 3:42.120  | Україна Юрій Вандюк Павло Борсук | 3:42.433  |

#### Байдарка
| Дистанція  | Золото                                               | Золото    | Срібло                               | Срібло    | Бронза                                       | Бронза    |
| ---------- | ---------------------------------------------------- | --------- | ------------------------------------ | --------- | -------------------------------------------- | --------- |
| Б–1 200 м  | Мессіас Баптіста Португалія                          | 34.876    | Якуб Степун Польща                   | 34.945    | Карлос Гарроте Іспанія                       | 35.308    |
| Б–1 500 м  | Йозеф Достал Чехія                                   | 1:37.309  | Фернандо Пімента Португалія          | 1:38.049  | Владислав Кравець Допущені нейтральні атлети | 1:38.437  |
| Б–1 5000 м | Метс Педерсен Данія                                  | 22:39.488 | Фернандо Пімента Португалія          | 22:55.097 | Йоакім Ліндберг Швеція                       | 22:59.119 |
| Б–2 1000 м | Допущені нейтральні атлети Микита Боріков Олег Юреня | 3:19.104  | Швеція Йоакім Ліндберг Мартін Нателл | 3:20.543  | Німеччина Фелікс Френк Мартін Гіллер         | 3:32.736  |

### Жінки

#### Каное
| Дистанція  | Золото                                                  | Золото    | Срібло                             | Срібло    | Бронза                        | Бронза    |
| ---------- | ------------------------------------------------------- | --------- | ---------------------------------- | --------- | ----------------------------- | --------- |
| К–1 500 м  | Людмила Лузан Україна                                   | 2:06.881  | Марія Майльярд Чилі                | 2:08.912  | Марія Бровкова Казахстан      | 2:09.731  |
| К–1 1000 м | Олена Ноздрьова Допущені нейтральні атлети              | 4:45.286  | Джада Брагато Угорщина             | 4:47.684  | Джянг Сіна КНР                | 4:49.521  |
| К–1 5000 м | Марія Майльярд Чилі                                     | 31:15.084 | Анніка Лоске Німеччина             | 31:37.596 | Велерія Терета Україна        | 31:53.552 |
| К–2 200 м  | Допущені нейтральні атлети Юлія Трушкіна Інна Недєлкіна | 43.053    | Молдова Данієла Кочу Марія Оларасу | 44.104    | КНР Сю Шеньгнань Сян Цзінцзін | 44.664    |

#### Байдарка
| Дистанція  | Золото                                                             | Золото    | Срібло                                       | Срібло    | Бронза                                                    | Бронза    |
| ---------- | ------------------------------------------------------------------ | --------- | -------------------------------------------- | --------- | --------------------------------------------------------- | --------- |
| Б–1 200 м  | Людмила Кукліновська Нова Зеландія                                 | 41.414    | Анастасія Долгова Допущені нейтральні атлети | 42.183    | Болетт Нюванг Іверсен Данія                               | 42.761    |
| Б–1 1000 м | Емеше Кохальмі Угорщина                                            | 4:03.433  | Марина Литвинчук Допущені нейтральні атлети  | 4:07.277  | Меліна Андерссон Швеція                                   | 4:07.687  |
| Б–1 5000 м | Емеше Кохальмі Угорщина                                            | 25:18.913 | Марина Литвинчук Допущені нейтральні атлети  | 25:35.267 | Міріам Вега Іспанія                                       | 25:58.804 |
| Б–2 200 м  | Допущені нейтральні атлети Світлана Чернігівська Анастасія Долгова | 37.326    | Португалія Тереза Портела Франсіска Лая      | 37.420    | Допущені нейтральні атлети Ольга Худенко Марина Литвинчук | 37.667    |

### Мікст

#### Каное
| Дистанція | Золото                                                                             | Золото   | Срібло                                                                                            | Срібло   | Бронза                                                      | Бронза   |
| --------- | ---------------------------------------------------------------------------------- | -------- | ------------------------------------------------------------------------------------------------- | -------- | ----------------------------------------------------------- | -------- |
| К–2 500 м | Допущені нейтральні атлети Олексій Коровашков Катерина Шляпнікова                  | 1:47.898 | Угорщина Кінче Такач Йонатан Гайду                                                                | 1:48.693 | Допущені нейтральні атлети Владислав Палешко Інна Недєлкіна | 1:49.343 |
| К–4 500 м | Допущені нейтральні атлети Софія Штиль Катерина Шляпнікова Захар Петров Іван Штиль | 1:37.187 | Допущені нейтральні атлети Ангеліна Бардановська Владислав Палешко Віталій Асецький Ольга Клімова | 1:38.694 | КНР Сю Шеньгнань Сян Цзінцзін                               | 44.664   |

#### Байдарка
| Дистанція | Золото                                                                                  | Золото   | Срібло                                                                | Срібло   | Бронза                                                                    | Бронза   |
| --------- | --------------------------------------------------------------------------------------- | -------- | --------------------------------------------------------------------- | -------- | ------------------------------------------------------------------------- | -------- |
| Б–2 500 м | Португалія Тереза Портела Мессіас Баптіста                                              | 1:37.592 | Допущені нейтральні атлети Ольга Худенко Дмитро Натинчик              | 1:37.603 | Чехія Йозеф Достал Анежка Палоудова                                       | 1:38.340 |
| Б–4 500 м | Допущені нейтральні атлети Надія Кушнер Ольга Худенко Владислав Кравець Дмитро Натинчик | 1:24.907 | Португалія Лаура Уйфальві Емеше Кохальмі Марк Опавський Гергелі Балог | 1:25.731 | Португалія Тереза Портела Фернандо Пімента Мессіас Баптіста Франсіска Лая | 1:26.320 |